# اصالت (فلسفه)

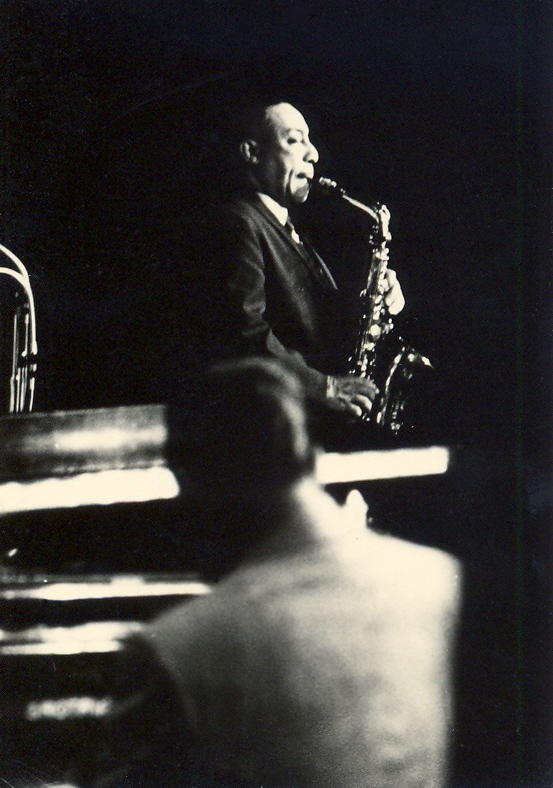
اصالت هنری: ساکسیفونیست جانی هاجز در حال نواختن جاز. ژان پل سارتر فیلسوف گفت که موسیقی جاز بیان‌گر آزادی هنری و اصالت شخصی است.^{]}

اصالت (به انگلیسی: Authenticity) مفهومی از شخصیت در زمینه‌های روان‌شناسی، روان‌درمانی اگزیستانسیال، فلسفه اگزیستانسیالیستی و زیبایی‌شناسی است. در اگزیستانسیالیسم، اصالت به درجه‌ای گفته می‌شود که اعمال یک فرد با ارزش‌ها و خواسته‌هایش علی‌رغم فشارهای بیرونی به انطباق اجتماعی مطابقت دارد. خودآگاه با شرایط اصالت که پرتاب شدن به دنیای پوچ (بدون ارزش و معنا) که ساخته خودش نیست و در نتیجه با نیروها و تأثیرات بیرونی متفاوت و غیر از خود مواجه می‌شودکنار می‌آید. فقدان اصالت شخص در برخورد با افراد دیگر و با خود، بد ایمانی تلقی می‌شود؛ بنابراین، اصالت در دستور پیتیا چنین است: «خودت رو بشناس». در مورد اصالت در هنر، فیلسوفان ژان پل سارتر و تئودور آدورنو نظرات و پیش‌نهادهای مخالفی در مورد جاز، ژانر موسیقی آمریکایی داشتند. سارتر گفت که جاز اصیل است و آدورنو گفت که جاز غیراصیل است. بسیاری از خرده‌فرهنگ‌های موسیقی به اصالت هنری نیاز دارند، مبادا جامعه هنرمندی را به‌دلیل فقدان اصالت (خلاقانه، موسیقایی یا شخصی) به‌عنوان یک هنرمند در نظر بگیرد. اصالت هنری از بسیاری از ژانرهای موسیقی، از جمله ژانرهای راک (مانند پانک راک و هوی متال)، موسیقی باشگاهی (مانند هاوس و تکنو)، و هیپ‌هاپ، جدایی‌ناپذیر است.
در قرن هجدهم، فیلسوفان رمانتیک، شهود، عاطفه و ارتباط با طبیعت را تعادل لازم برای روشنفکری عصر روشنگری توصیه کردند. در قرن بیستم، مشغله فکری انگلیسی-آمریکایی‌ها بر اصالت بر نوشته‌های فیلسوفان اگزیستانسیالیست متمرکز بود که زبان مادری آن‌ها انگلیسی نیست؛ بنابراین، ترجمه وفادارانه، واقعی و دقیق واژه اگزیستانسیالیسم مورد بحث و جدل فراوان قرار گرفت، که در پایان فیلسوف والتر کافمن مجموعه‌ای از آرای فیلسوفان اگزیستانسیالیست را گردآوری کرد. قانون کافمن شامل نظرات سورن کی‌یرکگور دانمارکی (۱۸۱۳–۱۸۵۵)، مارتین هایدگر آلمانی (۱۸۸۹–۱۹۷۶) و ژان پل سارتر فرانسوی (۱۹۰۵–۱۹۸۰) است. برای این اگزیستانسیالیست‌ها، خودآگاه با هستی (هستی و زیستن) در جهانی پوچ و ماتریالیستی که دارای نیروهای بیرونی است، به عنوان مثال اصالت و تأثیرات فکری متفاوت از خود و غیر از خود کنار می‌آید.
اصالت شخصی در نحوه عمل و تغییر یک فرد در پاسخ به تأثیرات دنیای بیرونی بر خود نشان داده می‌شود. در میان هنرمندان، اصالت در هنر، یک اثر هنری وفادارانه به ارزش‌های هنرمند را توصیف می‌کند. در حوزه روان‌شناسی اصالت، فردی را شناسایی می‌کند که زندگی را مطابق با خود واقعی و ارزش‌های شخصی‌اش انجام می‌دهد نه بر اساس خواسته‌های بیرونی جامعه، مانند قراردادهای اجتماعی، خویشاوندی و وظیفه.
برای شناسایی، توصیف و تعریف اصالت، فیلسوفان اگزیستانسیال مانند کی‌یرکگور، نیچه و مارتین هایدگر به بررسی اهمیت وجودی و هستی‌شناختی سازه‌های اجتماعی که هنجارهای جامعه را تشکیل می‌دهند، پرداختند. برای یک روزنامه‌نگار، عدم پذیرش کورکورانه هنجارهای اجتماعی به تولید گزارشی از لحاظ فکری معتبر کمک می‌کند، که با انتخاب خبرنگار که به اخلاق حرفه‌ای و ارزش‌های شخصی خود وفادار است، به‌دست می‌آید. با این حال، در عرف روزنامه‌نگاری، اصالت گزارشگر (حرفه‌ای و شخصی) پیوسته با الزامات تجاری انتشارات در تضاد است.